# Marcus Thuram
Marcus Lilian Thuram-Ulien (* 6. srpna 1997 Parma) je francouzský profesionální fotbalista, který hraje na pozici křídelníka či útočníka za italský klub FC Inter Milán a za francouzský národní tým.

## Klubová kariéra

### Sochaux
Thuram je odchovancem francouzského klubu FC Sochaux-Montbéliard, do jehož akademie se dostal v roce 2012 ve věku 14 let. V klubu debutoval 20. března 2015, když v 83. minutě ligového utkání proti LB Châteauroux vystřídal Edouarda Butina. Byl to jeho jediný odehraný zápas v sezóně 2014/15.
V sezóně 2015/16 nastoupil Thuram do 15 ligových utkání, ve kterých se střelecky neprosadil. Svoji první, a zároveň jedinou, branku v dresu Sochaux vstřelil 14. dubna 2017, a to při prohře 1:3 proti Tours FC. Ke konci sezóny 2016/17 se začal prosazovat do základní sestavy a v létě 2017 klub opustil.

### Guingamp
Dne 5. července 2017 přestoupil Thuram do prvoligového klubu EA Guingamp. Svého debutu se dočkal hned v prvním kole sezóny, když nastoupil na poslední minutu utkání proti FC Metz. Svůj první gól v dresu svého nového zaměstnavatele vstřelil 10. září v ligovém zápase proti Olympique Lyon. Ve své premiérové sezóně nastoupil do 34 zápasů, ve kterých vstřelil 4 branky.
Dne 18. srpna 2018, ve druhém kole sezóny, si po utkání proti Paris Saint-Germain (prohra 3:1) vyměnil dres s čtyřicetiletým brankářem soupeře Gianluigim Buffonem. Událost vzbudila pozornost především proto, že se Marcus Thuram narodil v roce 1997 v době, kdy Buffon a Thuramův otec Lilian společně hráli za italskou Parmu. Později se oba sešli také v Juventusu. Dne 10. listopadu vstřelil dvě branky do sítě Olympique Lyon, nicméně prohře 2:4 zabránit nedokázal. V 93. minutě čtvrtfinále Coupe de la Ligue proti PSG, dne 9. ledna 2019, proměnil Thuram pokutový kop, který posunul Guingamp do semifinále poháru po výhře 2:1. O dvacet dní později se střelecky prosadil i v semifinále proti Monacu, když dal gól na konečných 2:2. Následně v penaltovém rozstřelu Thuram svůj pokus neproměnil, i přesto Guingamp postoupil do finále soutěže.

### Borussia Mönchengladbach
Dne 22. července 2019 přestoupil Thuram do německé Borussie Mönchengladbach za částku okolo 12 milionů euro. V klubu podepsal čtyřletou smlouvu. Thuram debutoval za Gladbach 9. srpna v prvním kole DFB-Pokalu proti druholigovému Sandhausenu a jediným gólem v utkání rozhodl o postupu Borussie do dalšího kola. V nejvyšší německé soutěži debutoval 17. srpna při bezbrankové remíze proti Schalke 04. V evropských pohárech Thuram debutoval 19. září, když odehrál přes 70 minut domácího utkání základní skupiny Evropské ligy proti rakouskému Wolfsbergeru. Své první góly v Bundeslize vstřelil 22. září, když dvěma brankami dovedl Borussii k vítězství 2:1 nad Fortunou Düsseldorf. 7. listopadu se výrazně podepsal pod výhru 2:1 nad AS Řím v Evropské lize, když nejprve v 35. minutě po jeho centru srazil míč do vlastní sítě obránce Federico Fazio a následně v 95. minutě gólem rozhodl o zisku tří bodů. Dne 31. května 2020 se Thuram dvakrát prosadil do sítě Unionu Berlin při výhře 4:1. Po svém prvním gólu v zápase poklekl, a to v souvislosti na vraždu George Floyda.
Dne 27. října 2020 vstřelil Thuram dvě branky do sítě španělského Realu Madrid při remíze 2:2 v zápase základní skupiny Ligy mistrů. 19. prosince byl Thuram vyloučen v ligovém zápase proti Hoffenheimu za plivnutí do tváře protihráče Stefana Posche; byl mu udělen trest na šest zápasů a musel zaplatit pokutu ve výši 40 tisíc euro.

## Reprezentační kariéra
Thuram byl poprvé povolán do francouzské reprezentace v listopadu 2020 na zápasy proti Finsku, Portugalsku a Švédsku. Svého reprezentačního debutu se dočkal 11. listopadu při prohře 0:2 proti Finsku na Stade de France. V květnu 2021 byl nominován na závěrečný turnaj Euro 2020. Na turnaji nastoupil pouze do utkání proti Švýcarsku v osmifinále, když v 111. minutě vystřídal zraněného Kingsleyho Comana. V závěrečném penaltovém rozstřelu sice Thuram svůj pokus proměnil, ale Francie z turnaje vypadla poté, co Yann Sommer chytil penaltu Kyliana Mbappého.

## Osobní život
Marcus Thuram je synem bývalého francouzského reprezentanta Liliana Thurama a starším bratrem profesionálního fotbalisty Khéphrena Thurama. Narodil se v italském městě Parma v době, kdy za místní klub hrál právě jeho otec.

## Statistiky

### Klubová
K 18. březnu 2022
| Klub                     | Sezóna  | Liga       | Liga   | Liga | Národní pohár | Národní pohár | Ligový pohár | Ligový pohár | Evropské poháry | Evropské poháry | Celkem | Celkem |
| Klub                     | Sezóna  | Liga       | Zápasy | Góly | Zápasy        | Góly          | Zápasy       | Góly         | Zápasy          | Góly            | Zápasy | Góly   |
| ------------------------ | ------- | ---------- | ------ | ---- | ------------- | ------------- | ------------ | ------------ | --------------- | --------------- | ------ | ------ |
| Sochaux                  | 2014/15 | Ligue 2    | 1      | 0    | 0             | 0             | 0            | 0            | —               | —               | 1      | 0      |
| Sochaux                  | 2015/16 | Ligue 2    | 15     | 0    | 3             | 0             | 1            | 0            | —               | —               | 19     | 0      |
| Sochaux                  | 2016/17 | Ligue 2    | 21     | 1    | 0             | 0             | 2            | 0            | —               | —               | 23     | 1      |
| Sochaux                  | Celkem  | Celkem     | 37     | 1    | 3             | 0             | 3            | 0            | —               | —               | 43     | 1      |
| Guingamp                 | 2017/18 | Ligue 1    | 32     | 3    | 2             | 1             | 0            | 0            | —               | —               | 34     | 4      |
| Guingamp                 | 2018/19 | Ligue 1    | 32     | 9    | 3             | 2             | 3            | 2            | —               | —               | 38     | 13     |
| Guingamp                 | Celkem  | Celkem     | 64     | 12   | 5             | 3             | 3            | 2            | —               | —               | 72     | 17     |
| Borussia Mönchengladbach | 2019/20 | Bundesliga | 31     | 10   | 2             | 2             | —            | —            | 6               | 2               | 39     | 14     |
| Borussia Mönchengladbach | 2020/21 | Bundesliga | 29     | 8    | 3             | 1             | —            | —            | 8               | 2               | 40     | 11     |
| Borussia Mönchengladbach | 2021/22 | Bundesliga | 19     | 2    | 2             | 0             | —            | —            | —               | —               | 21     | 2      |
| Borussia Mönchengladbach | Celkem  | Celkem     | 79     | 20   | 7             | 3             | —            | —            | 14              | 4               | 100    | 27     |
| Celkem                   | Celkem  | Celkem     | 180    | 33   | 15            | 6             | 6            | 2            | 14              | 4               | 215    | 45     |

### Reprezentační
K 28. červnu 2021
| Francie | Francie | Francie |
| Rok     | Zápasy  | Góly    |
| ------- | ------- | ------- |
| 2020    | 3       | 0       |
| 2021    | 1       | 0       |
| Celkem  | 4       | 0       |

## Ocenění

### Reprezentační

#### Francie U19
- Mistrovství Evropy do 19 let: 2016

### Individuální
- Mladý hráč Bundesligy měsíce: září 2019, říjen 2019, listopad 2019[28]